# 住吉郵便局 (宮崎県)
住吉郵便局（すみよしゆうびんきょく）は、宮崎県宮崎市にある郵便局。民営化前の分類では集配特定郵便局であった。

## 概要
住所：〒880-0199 宮崎県宮崎市大字島之内7175番地1

## 沿革
- 1970年（昭和45年）10月22日 - 電話交換業務を宮崎電報電話局に、和文電報配達業務を広瀬郵便局にそれぞれ移管[1]。
- 2007年（平成19年）10月1日 - 民営化に伴い、併設された郵便事業宮崎支店住吉集配センターに一部業務を移管。
- 2012年（平成24年）10月1日 - 日本郵便株式会社発足に伴い、郵便事業宮崎支店住吉集配センターを住吉郵便局に統合。

## 取扱内容
- 郵便、印紙、ゆうパック、内容証明
- 貯金、為替、振替、振込、国際送金、国債
- 生命保険、バイク自賠責保険
- ゆうちょ銀行ATM
- 宮崎市内の一部地域（郵便番号880-01xx地域）の集配業務

## 周辺
- 日章学園中学校・高等学校
- 宮崎日本大学学園
- 宮崎市立住吉中学校

## アクセス
- JR日豊本線 日向住吉駅から南へ600m（徒歩約8分）
- 宮崎交通バス 住吉停留所下車
- 東九州自動車道 宮崎西ICから北東へ約12km、一ツ葉道路 住吉ICから西へ約3km
- 国道10号沿い
- 駐車場あり：10台